# Єрьоміно (Новосибірська область)
Єрьоміно (рос. Ерёмино) — присілок у Киштовському районі Новосибірської області Російської Федерації.
Входить до складу муніципального утворення Єрьомінська сільрада. Населення становить 300 осіб (2010).

## Історія
Згідно із законом від 2 червня 2004 року органом місцевого самоврядування є Єрьомінська сільрада.

## Населення
| 2002 | 2007 | 2010 |
| ---- | ---- | ---- |
| 355  | ↘321 | ↘300 |